# Ferhad Ayaz
Ferhad Ayaz, nato Ferhat Ayaz (Nusaybin, 10 ottobre 1994), è un calciatore turco naturalizzato svedese, centrocampista o attaccante dell'IFK Haninge.

## Carriera

### Club
Ayaz è di etnia curda ed è nato in Turchia. È giunto in Svezia all'età di cinque anni, e lì ha iniziato a giocare a calcio.
Nel corso della stagione 2012 ha collezionato le sue prime due presenze in Superettan, il secondo campionato nazionale, con la maglia del Degerfors. Il debutto assoluto in campionato, per la precisione, è avvenuto il 22 settembre 2012 in Degerfors-Brommapojkarna (0-2). All'età di 18 anni ha giocato quasi tutte le partite della Superettan 2013 (27 su 30, di cui 14 da titolare). Nella stagione seguente ha segnato 10 gol, vice cannoniere stagionale della sua squadra dietro a Peter Samuelsson.
Nel novembre 2014 alcuni organi di stampa riportavano che il giocatore era in trattativa con l'Häcken, tuttavia a dicembre è stata ufficializzata la cessione di Ayaz ai turchi del Gaziantepspor per una cifra di circa 1,6 milioni di corone svedesi (somma compresa tra i 150 e i 200.000 euro). Il 28 gennaio 2015 ha debuttato in Coppa di Turchia nella sconfitta casalinga per 0-2 contro il Sivasspor, mentre tre giorni più tardi ha giocato il suo primo match in Süper Lig, perdendo anche in questo caso contro il Sivasspor (1-3). Vista la difficoltà nel trovare spazio, con un minutaggio ulteriormente ridotto nel corso della stagione 2015-2016, 
ha espresso la volontà di essere ceduto nonostante il contratto che lo legava al club fino al 2018. Nell'aprile 2016, dopo essere rimasto fuori rosa per qualche mese, ha ottenuto la rescissione.
In attesa della riapertura della finestra estiva di mercato, Ayaz si è allenato con la sua vecchia squadra del Degerfors. Nel luglio 2016 è stato presentato come nuovo ingaggio dell'Örebro, la squadra principale dell'omonima città in cui è cresciuto da bambino. Con la formazione bianconera Ayaz ha disputato le prime partite in Allsvenskan della sua carriera, visto che in precedenza in Svezia aveva giocato solo in seconda serie.
Dopo l'anno e mezzo trascorso all'Örebro, durante il quale ha collezionato 19 presenze e due reti, nel gennaio 2018 Ayaz si è trasferito al Dalkurd neopromosso per la prima volta in Allsvenskan. Il giocatore, di origine curda, si è così legato fino al 2021 con la squadra fondata da immigrati curdi, la quale però a fine stagione non è riuscita a evitare un'immediata retrocessione in Superettan.
Il 26 luglio 2019, poco oltre la metà del campionato, è ritornato al Degerfors, altra squadra militante nella seconda serie svedese. Con 2 reti in 25 presenze, nel 2020 ha fatto parte della rosa che ha riconquistato la promozione in Allsvenskan, campionato in cui il Degerfors non militava dal 1997. Al termine dell'Allsvenskan 2021, conclusa con la salvezza, il suo contratto non è stato rinnovato.
Nel gennaio 2022 è stato reso noto il suo passaggio a parametro zero ai bosniaci del Borac Banja Luka, che in quel momento occupavano il terzo posto nella massima serie bosniaca. La sua permanenza nei Balcani è durata pochi mesi, poiché in estate ha raggiunto la scadenza contrattuale. Ayaz è così tornato nella seconda serie svedese, ingaggiato dal Brage fino al dicembre 2023.

### Nazionale
Il 19 marzo 2013, ha disputato la sua prima partita con la Svezia Under-19, venendo sostituito da Melker Hallberg nel corso del secondo tempo della sfida persa 3-2 contro la Scozia. Successivamente Ayaz è entrato anche nel giro dell'Under-21, con debutto il 18 novembre 2014 contro l'Austria durante un torneo amichevole. Complice anche lo status di fuori rosa nel club turco in cui stava militando, Ayaz non è stato incluso tra i 23 convocati del CT Håkan Ericson per l'Europeo Under-21 2015 vinto proprio dagli svedesi. Richiamato in autunno per due partite, il 9 ottobre 2015 ha segnato una doppietta ai pari età dell'Estonia, in un incontro vinto 5-0 e valido per le qualificazioni all'Europeo Under-21 2017.